# Partito Repubblicano (Romania)
Il Partito Repubblicano (in romeno: Partidul Republican, PR) è stato un partito politico romeno nato nel 1990 su iniziativa di Ioan Mânzatu. Nel 1993 confluì insieme ad altre forze minori nel Fronte Democratico di Salvezza Nazionale, dando vita al Partito della Democrazia Sociale di Romania.

## Storia

### Dalla fondazione alla fusione con il FDSN
In seguito alla rivoluzione romena del 1989 che rovesciò il regime di Nicolae Ceaușescu il potere fu assunto ad interim da un governo provvisorio (il Consiglio del Fronte di Salvezza Nazionale, CFSN) costituito principalmente da ex membri del Partito Comunista Romeno (PCR) che, nel febbraio 1990, formarono il partito del Fronte di Salvezza Nazionale (FSN), grande gruppo politico del leader Ion Iliescu, che dominò la presenza nelle istituzioni e nei mezzi di informazione nel primo periodo di transizione alla democrazia. Sempre nel febbraio 1990 fu allargata la base del CFSN che, ridenominato Consiglio provvisorio di unità nazionale (CPUN), integrò anche membri provenienti da altri partiti. Tra questi vi fu il fondatore del neonato Partito Repubblicano (in rumeno Partidul Republican, PR), il fisico Ioan Mânzatu, che fu nominato come uno dei cinque vicepresidenti del nuovo ente.
In occasione delle prime libere elezioni del maggio 1990 il PR presentò una lista insieme al Partito dell'Unità Nazionale Romena (PUNR), gruppo nazionalista con una profonda base elettorale in Transilvania. Questa, denominata Alleanza per l'Unità dei Romeni (in rumeno Alianța pentru Unitatea Românilor, AUR), conquistò 9 seggi alla camera e 2 al senato che, però, andarono tutti a candidati del PUNR, che costituiva il partito principale della coalizione.
Tra il 1991 e il 1992 il PR assorbì diversi minuscoli gruppi ed associazioni politiche. Il Partidul Național Republican si unì al PR nel settembre 1991, il Partidul Tineretului Liber Democrat din România lo fece il 13 gennaio 1992, mentre molti elementi del Partidul Democrat Independent passarono al partito di Mânzatu nel corso dello stesso anno. Tra i membri del PR figuravano personalità come il futuro ministro dell'economia del governo Năstase (2000-2004) Dan Ioan Popescu e l'attivista civico Lorin Fortuna.
Trovandosi de fapto senza rappresentanti in parlamento, il PR affrontò individualmente le elezioni amministrative locali del febbraio 1992, alle quali conquistò 25 posti di sindaco, 24 di consigliere di distretto e 518 di consigliere comunale.
Alle successive elezioni parlamentari celebrate in novembre rimase sotto il 2%, restando nuovamente senza seggi. Mânzatu cercò persino la candidatura alla presidenza della repubblica, ottenendo il 3,05% dei voti.
Nel 1993 il partito si unì all'egemone Fronte Democratico di Salvezza Nazionale (FDSN) di Iliescu insieme ad altre formazioni minori: il Partito Cooperativista (in rumeno: Partidul Cooperatist) e il Partito Socialista Democratico Romeno (in rumeno: Partidul Socialist Democratic Român). Viste le nuove adesioni, in occasione della conferenza nazionale del 9-10 luglio 1993, il FDSN cambiò denominazione, dando vita al Partito della Democrazia Sociale di Romania (PDSR).

### Successore del Partito Repubblicano
Parte del gruppo, contraria alla fusione con il FDSN, nel luglio 1993 rifondò il partito mantenendo lo stesso nome. Il nuovo Partito Repubblicano partecipò alle elezioni amministrative del 1996, alle quali ottenne 4 mandati di sindaco, 4 di consiglieri di distretto e 83 consiglieri comunali. Alle successive elezioni parlamentari del 1996 ricevette 17.190 preferenze per la camera dei deputati (0,14%) e 20.273 per il senato (0,16%).
Nel 2000 in occasione delle elezioni amministrative conseguì un mandato di sindaco e 14 di consigliere comunale, mentre alle parlamentari si assicurò 10.840 voti alla camera (0,10%) e 12.094 al senato (0,11%).

## Risultati elettorali
| Elezione          | Elezione | Voti    | %    | Seggi   |
| ----------------- | -------- | ------- | ---- | ------- |
| Parlamentari 1990 | Camera   | 290.875 | 2,12 | 0 / 396 |
| Parlamentari 1990 | Senato   | 300.473 | 2,15 | 0 / 119 |
| Parlamentari 1992 | Camera   | 178.355 | 1,63 | 0 / 341 |
| Parlamentari 1992 | Senato   | 207.252 | 1,89 | 0 / 143 |
| 1.                |          |         |      |         |

| Elezione           | Elezione | Candidato    | Voti    | %    | Esito                |
| ------------------ | -------- | ------------ | ------- | ---- | -------------------- |
| Presidenziali 1992 | I turno  | Ioan Mânzatu | 362.485 | 3,05 | ❌ Non eletta/o (5º) |